# 데이터 처리
데이터 처리는 디지털 데이터의 수집과 조작을 통해 의미 있는 정보를 만들어내는 과정이다. 데이터 처리는 정보 처리의 한 형태로, 정보가 관찰자에 의해 감지될 수 있는 어떤 방식으로든 변형(처리)되는 것을 의미한다.

## 기능
데이터 처리는 다음과 같은 다양한 과정을 포함할 수 있다.
- 유효성 검사 – 제공된 데이터가 올바르고 적절한지 확인하는 과정

- 정렬 – "항목을 일정한 순서나 다양한 집합으로 배열"

- 요약(통계)(영어판) 또는 자동 요약 – 상세한 데이터를 주요 요점으로 축소

- 집계 – 여러 데이터 조각을 결합

- 분석 – "데이터의 수집, 조직, 분석, 해석 및 제시"

- 보고 – 상세 또는 요약 데이터, 계산된 정보 목록화

- 분류 – 데이터를 다양한 범주로 구분

## 역사
미국 인구조사국의 역사는 수작업에서 전자 처리로의 데이터 처리 진화를 보여준다.

### 수작업 데이터 처리
데이터 처리라는 용어가 널리 사용되기 시작한 것은 1950년대부터이지만, 데이터 처리 기능 자체는 수천 년 동안 수작업으로 이루어져 왔다. 예를 들어, 부기는 거래 기록, 대차대조표, 현금흐름표 등 보고서 작성 기능을 포함한다. 완전히 수작업이던 방식은 기계식 계산기나 전자식 계산기의 도입으로 보완되었다. 수작업 또는 계산기를 이용해 계산을 수행하는 사람을 "컴퓨터"라고 불렀다.
1890년 미국 인구조사는 가구가 아닌 개인별로 데이터를 수집한 최초의 조사였다. 여러 질문에 대해 해당란에 체크하는 방식으로 답할 수 있었다. 1850~1880년 사이 인구조사국은 "분류 조합의 수가 점점 늘어나 복잡해진 집계 시스템"을 사용했다. 하나의 집계표에 기록할 수 있는 조합 수가 제한되어 있어, 한 장의 조사표를 5~6번씩 여러 번 처리해야 했다." "1880년 인구조사 결과를 수작업으로 처리하는 데 7년 이상이 걸렸다."

### 자동 데이터 처리
자동 데이터 처리라는 용어는 유닛 레코드 장비로 수행되는 작업에 적용되었다. 예를 들어 허먼 홀러리스가 천공카드 장비를 1890년 미국 인구조사에 활용한 것이 대표적이다. "홀러리스의 천공카드 장비를 이용해 인구조사국은 1890년 인구조사 데이터의 대부분을 2~3년 만에 집계할 수 있었으며, 1880년 인구조사에 7~8년이 걸렸던 것과 비교된다. 홀러리스 시스템을 사용함으로써 처리 비용을 약 500만 달러 절감한 것으로 추정된다." 1890년 당시의 금액이며, 1880년에 비해 질문 수도 두 배로 늘었다.

### 전산화 데이터 처리
전산화 데이터 처리 또는 전자 데이터 처리는 이후의 발전 단계로, 여러 독립적인 장비 대신 컴퓨터를 사용하는 것이다. 인구조사국은 1950년 미국 인구조사에서 처음으로 전자식 컴퓨터를 제한적으로 사용했으며, UNIVAC I 시스템을 1952년에 도입했다.

### 기타 발전
데이터 처리라는 용어는 오늘날 정보기술(IT)이라는 더 포괄적인 용어로 대체되는 경향이 있다. "데이터 처리"라는 옛 용어는 오래된 기술을 연상시킨다. 예를 들어, 1996년 데이터 처리 관리 협회(DPMA)는 명칭을 정보기술 전문가 협회로 변경했다. 그럼에도 두 용어는 대체로 동의어로 간주된다.

## 응용

### 상업적 데이터 처리
상업적 데이터 처리는 입력 데이터의 양이 많고, 계산 작업은 비교적 적으며, 출력 데이터도 많은 것이 특징이다. 예를 들어, 보험회사는 수만~수십만 건의 보험계약을 관리하고, 청구서를 인쇄·발송하며, 납입금을 수령·처리해야 한다.

### 데이터 분석
과학 및 공학 분야에서는 데이터 처리와 정보 시스템이라는 용어가 너무 광범위하게 느껴지며, 데이터 처리는 전체 데이터 처리 과정 중 초기 단계, 그 다음이 데이터 분석 단계로 구분되는 경우가 많다.
데이터 분석은 일반적인 비즈니스 환경에서보다 특화된 알고리즘과 통계적 계산을 사용한다. 데이터 분석에는 SPSS, SAS와 같은 소프트웨어나, DAP, gretl, PSPP 같은 무료 대안이 활용된다. 이 도구들은 방대한 데이터셋의 다양한 통계 분석을 처리하는 데 유용하다.

## 시스템
데이터 처리 시스템은 기계, 사람, 프로세스가 결합되어 입력 집합에 대해 정의된 출력 집합을 만들어내는 시스템이다. 입력과 출력은 해석자에 따라 데이터, 사실, 정보 등으로 해석될 수 있다.
데이터(또는 저장소) 처리 시스템과 동의어로 자주 쓰이는 용어가 정보 시스템이다. 특히 전자 데이터 처리와 관련해서는 전자 데이터 처리 시스템이라는 개념이 대응된다.

### 예시

#### 간단한 예시
데이터 처리 시스템의 아주 간단한 예는 수표 거래 장부를 관리하는 일이다. 수표와 입금 거래가 발생할 때마다 기록하고, 거래를 요약하여 현재 잔액을 계산한다. 매달 장부에 기록된 데이터는 은행에서 처리한 거래 내역과 대조(조정)된다.
더 정교한 기록 시스템은 거래의 유형별로 입금이나 수표를 구분할 수 있다. 예를 들어, 입금의 출처별 구분이나 수표의 종류(자선 기부 등)별 구분이 가능하다. 이 정보는 연간 전체 기부금 총액 산출 등 다양한 정보 획득에 활용될 수 있다.
이 예시에서 중요한 점은 모든 거래가 일관되게 기록되고, 동일한 방식의 은행 대조가 반복적으로 이루어지는 시스템이라는 것이다.

#### 실제 사례
다음은 외상매출금, 청구, 총계정원장 처리를 위해 수작업과 전산 처리를 결합한 데이터 처리 시스템의 흐름도이다.

## 같이 보기
- 빅 데이터
- 연산
- 컴퓨터 과학
- 의사결정 소프트웨어(영어판)
- 정보화 시대
- 정보통신기술
- 정보기술
- 계산과학
- 데이터마이닝
- 데이터 웨어하우스(DW)
- 빅데이터
- 전자 데이터 처리 (EDP)

## 참고 문헌
1. ↑  데이터 처리는 워드 프로세싱(텍스트 자체의 조작)과는 구별된다. “data processing”. 《Webopedia》. September 1996. 2013년 6월 24일에 확인함.